# Stepan Bandera
Stepan Andriiovîci Bandera (în ucraineană Степан Андрійович Бандера; n. 1 ianuarie 1909, Starîi Uhrîniv, Q11825622⁠(d), Regatul Galiției și Lodomeriei, Austro-Ungaria – d. 15 octombrie 1959, München, RFG) a fost un politician  ucrainean, lider al mișcării de renaștere națională din Ucraina de vest (Galiția), conducător al  Organizației Naționaliștilor Ucraineni (OUN). S-a născut în familia unui preot greco-catolic din Ucraina de Vest.
În timpul cât a activat ca lider politic, Organizația Naționaliștilor Ucraineni s-a scindat în două facțiuni: OUN-M și OUN-B. Stepan Bandera a fost inițiatorul proclamării statului independent ucrainean la Lviv, în 30 iunie 1941.
Autoritățile sovietice au autorizat asasinarea sa de către KGB la München, Germania de Vest, în 15 octombrie 1959.
Bandera este o figură contestată și respectată, în egală măsură, în Ucraina zilelor noastre, datorită cooperării active, bine documentate, cu Germania Nazistă în perioada 1939-1941. În septembrie 1941, Bandera a fost arestat și închis de naziști. În septembrie 1944, el a fost eliberat. Atitudinea ucrainenilor față de Bandera a variat de la una apologetică la condamnarea cea mai aspră.
În 22 ianuarie 2010, președintele Ucrainei, Victor Iușcenko, l-a decorat post mortem pe Bandera cu titlul de Erou al Ucrainei. Decernarea titlului a fost declarată ilegală de un tribunal, în 2 aprilie 2010. Trei zile mai târziu, Curtea Constituțională a Ucrainei a refuzat să înceapă dezbaterile cu privire la constituționalitatea decretului prezidențial de decorare a lui Bandera. Familia lui Bandera a fost informată oficial că tribunalul din Donețk nu a primit nicio cerere oficială din partea președintelui Iușcenko pentru returnarea distincției.

## Tinerețea

Casa familiei Bandera din Starîi Uhriniv

Stepan Bandera s-a născut în satul Starîi Uhriniv din regiunea Kaluskii a Galiției, pe atunci parte a Austro-Ungariei, azi o regiune din Ucraina de vest. Tatăl lui, Andrii  Bandera, a fost preot greco-catolic în satul Starîi Uhriniv. Mama sa, Miroslava, era fiica unui preot din aceeași parohie.
Stepan și-a petrecut copilăria în sat, în casa părinților și bunicilor. A rămas orfan de mamă în 1922, când Miroslava a murit de tuberculoză.

### Studiile
Stepan Bandera și-a început studiile la școala de patru ani din Strîi, unde a luat parte și la activitățile sportive ale  „Societății sportive Sokil”.
În 1923, tânărul de 14 ani a devenit membru al organizației de cercetași „Plast” (Пласт). Ceva mai târziu, el s-a înscris și în grupul de cercetași „Marinarii Mării Negre” (Чорноморці, Ciornomorți). 

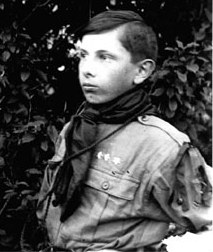
Stepan Bandera în uniformă de cercetaș Plast (1923)

După absolvirea liceului, în 1927, el s-a  hotărât să-și continue studiile la Colegiul Ucrainean de Tehnologie și Economie din Podebrady, Cehoslovacia, dar autoritățile poloneze nu i-au eliberat documentele de călătorie.
În 1928, Bandera s-a înscris la cursurile Facultății de Agronomie de la Institutul Politehnic din Lviv.  Aceasta era una dintre puținele facultăți la care predarea se făcea în limba ucraineană .
Stepan Bandera a fost membru, în timpul studiilor liceale și universitare, al unor grupuri politice de orientare naționalistă. Unul dintre cele mai active grupuri din această categorie a fost Organizația Naționaliștilor Ucraineni, OUN (Організація Українських Націоналістів).

## Activitatea politică

### Începuturile
Stepan Bandera a devenit, în timpul studiilor, membru al unor grupuri naționaliste  ucrainene diferite, începând cu Plast, continuând cu Uniunea pentru Eliberarea Ucrainei (Союз Визволення України) și Organizația Naționaliștilor Ucraineni. Cea mai activă organizație naționalistă s-a dovedit a fi OUN, al cărei lider era, în acea vreme, Andrii Melnik.
Stepan Bandera a urcat rapid treptele ierarhiei acestor organizații, devenind, în 1931, șef al departamentului de propagandă al OUN, locțiitor al comandantului regiunii Galiția, în 1932 – 1933, și șef al Comitetului executiv al OUN, în 1933.
El a considerat că OUN trebuie să aibă o politică cuprinzătoare în ceea ce privește construirea unei națiuni independente și, de aceea, și-a canalizat eforturile spre câștigarea sprijinului în rândul tuturor claselor sociale ucrainene din vestul Ucrainei. La începutul deceniului al patrulea, Bandera a dus o muncă intensă pentru identificarea și dezvoltarea grupurilor naționaliste atât în regiunea de vest, cât și cea de răsărit a Ucrainei.

### OUN
Stefan Bandera a devenit șeful Comitetului executiv al OUN din Galiția, în 1933. El a dezvoltat rețeaua OUN în tot vestul Ucrainei, trasând obiective clare antipoloneze și antisovietice. Pentru oprirea exproprierilor pământurilor deținute de ucrainenei, Bandera a organizat lupta împotriva oficialilor polonezi, responsabili pentru politica antiucraineană. Acțiunile OUN au vizat monopolurile poloneze asupra alcoolului și tutunului, cât și politica de polonizare a tineretului ucrainean. Bandera a fost arestat în 1934, în Lviv. A fost judecat pentru implicarea în pregătirea atentatului împotriva ministrului de interne polonez, Bronisław Pieracki, și pentru apartenența la OUN. La încheierea procesului, a primit pedeapsa capitală. Sentința i-a fost comutată, în cele din urmă, în închisoare pe viață.
Bandera a fost închis la penitenciarul Wronki. Camarazii săi au încercat, fără succes, în 1938, să-i organizeze evadarea.
În ceea ce privește eliberarea lui Bandera din închisoare, în septembrie 1939, se afirmă ori că a fost făcută de gardienii ucraineni, după ce administrația poloneză a închisorii a fugit, de polonezi, sau de germani. La scurtă vreme după eliberarea din închisoare a lui Bandera, Polonia răsăriteană a trecut în stăpânirea sovieticilor.
După eliberare, Bandera s-a mutat la Cracovia, capitala Guvernământului General (zona de ocupație germană din Polonia). Aici a luat legătura cu liderul OUN, Andrii Melnik. Diferențele de opinii dintre cei doi lideri a dus la sciziunea organizației  în facțiunea melnikistă (OUN-M), mai conservatoare și pragmatică,  și banderovistă (OUN-B), cu o atitudine radicală ravoluționară

OUN-B a căutat să capete sprijinul cercurilor militare germane, în vreme ce OUN-M a încercat să stabilească legături cu cercurile conducătoare naziste. În noiembrie 1939, aproximativ 800 de naționaliști ucraineni au început pregătirea în taberele militare ale Abwehrului. La începutul lunii decembrie, Bandera a trimis un curier la Lviv cu directive pentru pregătirea unei insurecții armate. Melnik nu a fost informat despre această decizie. Curierul a fost interceptat de NKDV, ceea ce a dus la arestarea unor lideri OUN-M din teritoriile ocupate de sovietici. O a doua încercare a naționaliștilor de organizare a unei insurecții a eșuat, de asemenea, în toamna anului 1940 ca urmare a activității NKVD-ului.

### Înființarea „grupurilor mobile”
Mai înainte de proclamarea independenței Ucrainei, în 30 iunie 1941, Bandera a organizat așa-numitele „grupuri mobile” (мобільні групи). Acestea erau grupuri mici de 5 – 15 oameni, care urmau să se infiltreze din Guvernământul  General în Ucraina Apuseană și, după înaintarea germanilor în regiunile de răsărit ale Ucrainei, să câștige sprijinul populației pentru OUN-B și să ajute la formarea conducerilor locale dominate de activiștii banderoviști.
Aproximativ 7.000 de persoane au făcut parte din acest grupuri mobile. Printre ei se numărau  tineri intelectuali, dar și membri ai altor clase socio-profesionale

## Relațiile cu Germania Nazistă

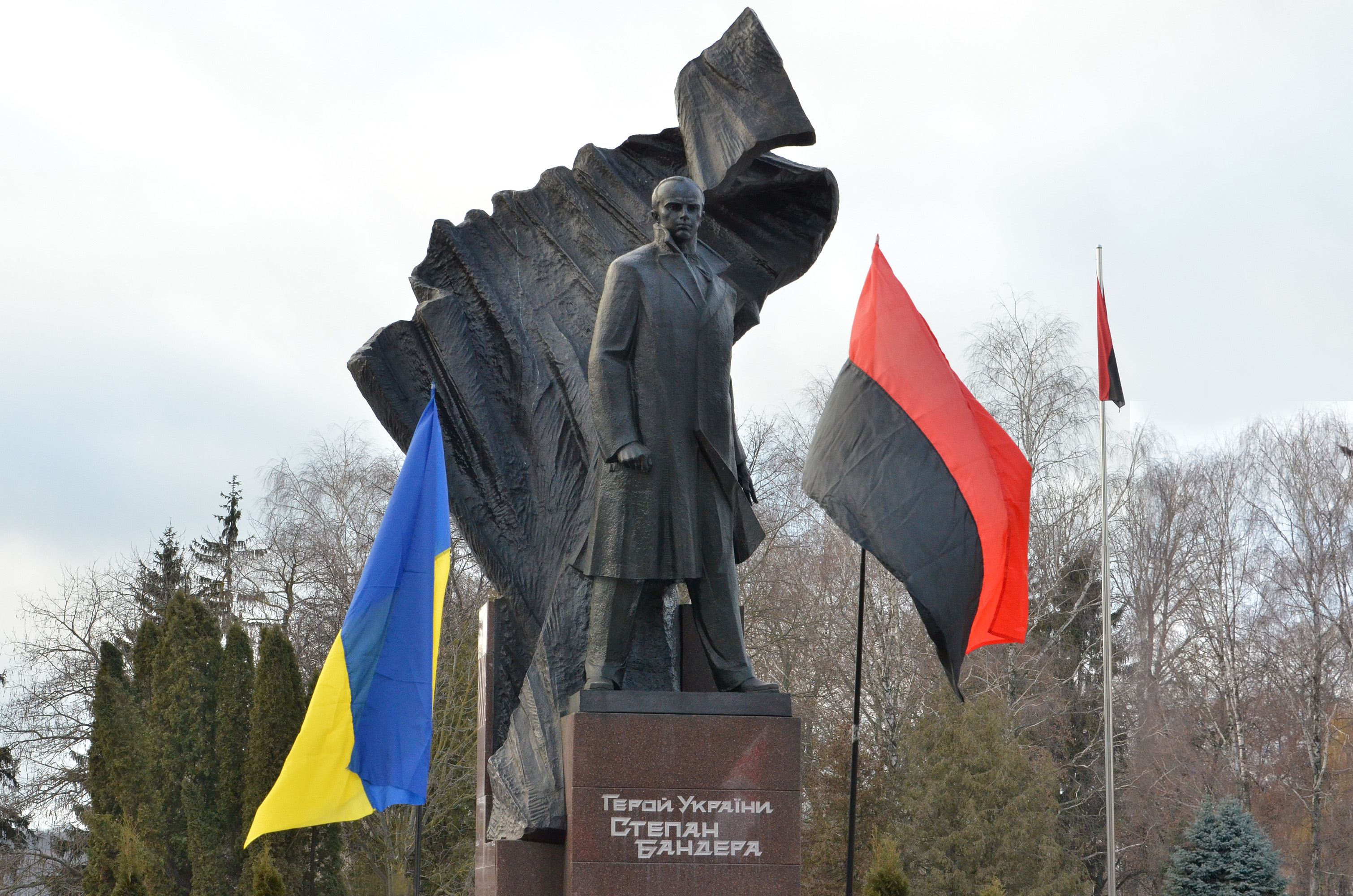
Monument în Ternopil

Relațiile fluctuante ale lui Bandera, OUN și Germania nazistă au fost descrise de istoricul David Marples ca „ambivalentă”, tactică și oportunistă, fiecare parte încercând să exploateze eșecurile celeilalte.
Înainte de declanșarea Operațiunii Barbarossa, OUN a cooperat strâns cu Germania Nazistă. Cercetătorii Academiei de științe a Ucrainei au stabilit că Bandera a avut întâlniri regulate cu responsabilii serviciilor naziste de spionaj, care au avut ca rezultat formarea batalioanelor „Nachtigall”  și "„Roland”. În primăvara anului 1941, OUN a primit fonduri de aproximativ 2,5 milioane mărci pentru organizarea de acțiuni subversive pe teritoriul URSS .
Pe 30 iunie 1941, odată cu sosirea trupelor naziste în Ucrania, Bandera și OUN-B au proclamat independența Ucrainei. Unele dintre versiunile Declarației de Independență în care era trecut paragraful conform căruia ucrainenii „vor colabora strâns cu Germania Național Socialistă, sub conducerea lui Adolf Hitler, care creează noua ordine în Europa și în lume” au fost cenzurate de organizațiile ucrainene din diaspora.
Gestapoul și Abwehrul au încercat să protejeze oamenii lui Bandera, deoarece fiecare organizație încerca să-i folosească pentru atingerea propriilor obiective. Hitler avea să hotărască, însă, în septembrie 1941, după ce armata germană a traversat Niprul, că nu are nevoie de sprijinul ucrainenilor în lupta împotriva sovieticilor și, ca atare, nu este nevoie de recunoașterea existenței statului ucrainean.
Stepan Bandera a fost arestat de autoritățile germane, în 5 iulie, și a fost trimis la Berlin. O săptămână mai târziu, președintele proaspăt proclamatului stat ucrainean, Iaroslav Stețko, a fost arestat, la rândul lui, și a fost transferat la Berlin. În 1941, relațiile dintre OUN și Germania ajunseseră la un nivel atât de scăzut, încât un document nazist din 25 noiembrie 1941 afirma că „… mișcarea Bandera pregătește o revoltă în Reichskommissariat care are ca obiectiv final fondarea unei Ucraine independente. Toți funcționarii mișcării Bandera trebuie să fie arestați de îndată și, după un interogatoriu cuprinzător, trebuie lichidați…”. Atacurile împotriva populației pașnice ucrainene au crescut în intensitate și opțiunea răspunsului militar pe măsura opresiunii devenise necesară. OUN a ținut un congres în februarie 1943. În cadrul acestei întâlniri, s-a luat hotărârea creării aripii militare a OUN-B, Armata Insurecțională Ucraineană.
Stepan Bandera a fost transferat în ianuarie 1942 în lagărul de concentrare Sachsenhausen, în barăcile speciale ale prizonierilor de lux (bunkerul)
În 1943, Bandera a fost întrebat de ofițeri naziști despre atitudinea pe care o adoptă liderul ucrainean față de sprijinirea lui Adolf Hitler. Există o mărturie neverificată care afirmă că Bandera ar fi răspuns că ”… este evident că naziștii urmau să piardă războiul și ucrainenii nu ar fi avut nimic de câștigat dacă s-ar fi alăturat lor” .
În aprilie 1944, Bandera și adjunctul lui, Iaroslav Stețko, au fost chemați la discuții cu oficialii RSHA pentru stabilirea unor planuri de organizarea de sabotaje  împotriva Armatei Sovietice.
În septembrie 1944, Bandera a fost eliberat, germanii sperând că acesta din urmă va mobiliza populația ucraineană la luptă împotriva forțelor sovietice aflate în înaintare.  Bucurându-se de sprijinul germanilor, Bandera și-a stabilit cartierul general la Berlin. Germanii au asigurat aprovizionarea OUN-B și Armatei Insurecționale Ucrainene cu arme și echipamente militare. Pentru sprijin, au fost desemnați militari pregătiți pentru actele de sabotaj și strângerea de informații în spatele liniilor sovietice. De asemenea, o serie de lideri ai OUN-B au fost transportați pe calea aerului în spatele liniilor sovietice, la începutul anului 1945

## Atitudinea față de alte grupuri etnice

### Bandera și polonezii
În mai 1941, conducerea facțiunii OUN-B a adoptat în cadrul unei întâlniri din Cracovia programul „Lupta și acțiunea OUN în timpul războiului” (Боротьба й діяльність ОУН під час війни), care sublinia planurile de activitate după declanșarea invaziei germane în URSS. În secțiunea „G” a documentului, care trata problema organizării statului ucrainean, erau subliniate activitățile pe care trebuiau să le întreprindă activiștii naționaliștii în vara anului 1941. În sub-secțiunea care trata problema minorităților, activiștii ucraineni primeau ordinul să-i extermine pe „muscalii” (un termen peiorativ  pentru ruși), polonezii și evreii , primii fiind cei care se opun noilor autorități ucrainene. De asemenea, împotriva minoritarilor trebuiau luate și alte măsuri precum deportarea în ținuturile de origine și distrugerea intelectualității lor. În ceea ce privește „… așa-zisa țăranime poloneză”, aceasta trebuia asimilată. Secțiunea se încheia cu un îndemn scurt: „Distrugeți-le conducătorii”.
Spre sfârșitul anului 1942, naționaliștii ucraineni au fost implicați într-o  campanie de purificare etnică în Volînia, iar, la începutul anului 1944, această campanie a fost extinsă și în Galiția răsăriteană. Se afirmă că grupurile naționaliștilor ucraineni au asasinat aproximativ 100.000 de civili polonezi

### Bandera și evreii
Spre deosebire de naționalismul polonezilor, rușilor, ungurilor sau românilor, naționalismul ucrainean nu s-a bazat pe ideile antisemite. Naționalismul ucrainean considera că principalii inamici sunt rușii și polonezii, evreii jucând doar un rol secundar. Cu toate acestea, naționalismul ucrainean nu a fost imun la influențele climatului antisemitic din Europa Centrală și Răsăriteană
Predominanța rușilor, mai degrabă decât a evreilor, în percepția ucrainenilor cu privire la inamicii naționali a fost subliniată la Conferința OUN-B din Cracovia, din 1941, când s-a afirmat, la un moment dat, că evreii din URSS au fost sprijinitorii de nădejde ai regimului bolșevic, acționând ca avangardă a imperialismului „moscovit” în Ucraina. În continuare, s-a recunoscut că guvernul bolșevic a exploatat sentimentele antievreiești ale maselor de ucraineni pentru ca să le distragă atenția de la problemele reale și să le îndrepte frustrările spre declanșarea de pogromuri. OUN trăgea concluzia că, pe de-o parte, trebuie să lupte împotriva evreilor care acționau ca sprijinitori ai regimului „moscovito-bolșevic”, dar, în același timp, trebui să lămurească masele că principala amenințare este cea reprezentată de Moscova. În mai 1941, în cadrul unei întâlniri din Cracovia, conducerea OUN-B a adoptat programul „Lupta și acțiunea OUN în timpul războiului” (Боротьба й діяльність ОУН під час війни),  care sublinia planurile acțiunilor care urmau să fie întreprinse odată cu invazia germană în URSS și înaintarea lor spre est. Una dintre secțiunile documentului, „Directive pentru primele zile ale organizării unui stat viabil”, (Вказівки на перші дні організації державного життя) trata activitatea organizației OUN-B în vara anului 1941. În secțiunea „Politica față de minorități”, membrii OUN-B primeau ordine ca: „Muscalii, polonezii, evrei ne sunt ostili și trebuie exterminați în această luptă, în special cei care ar rezista regimului nostru: deportații în teritoriile lor; important: distrugeți-le intelectualitatea care poate ocupa poziții de putere… Evreii trebuie izolați, îndepărtați din pozițiile guvernamentale pentru a preveni sabotajele, ceri care sunt considerați necesari pot lucra doar cu un supervizor… Asimilarea evreilor nu este posibilă”. 

În luna iunie, Iaroslav Stețko i-a trimis lui Bandera un raport în care afirma: „Noi creăm o miliție care ne va permite să îndepărtăm evreii și să protejăm populația” .
Manifeste tipărite în numele lui Bandera chemau la distrugerea „moscoviților”, polonezilor, ungurilor și evreilor. Membrii OUN-B au luat parte la acțiunile antievreiești în perioada 1941 – 1943, perioadă în care Bandera a cooperat cu naziștii.
Serviciile de spionaj germane ajungeau, în 1942, la concluzia că soarta evreilor le este indiferentă naționaliștilor ucraineni, ei fiind dispuși să îi ucidă sau să-i salveze, funcție de cât de folositor era acest fapt cauzei proprii . Conform acestui raport, existau membri ai OUN căsătoriți cu evreice, precum unul dintre colaboratorii apropiați ai lui Bandera, Richard Yary. Un membru de frunte la UPA era Leiba-Ițik "Valeri" Dombrovski. Într-un raport al șefului poliției din Berlin din martie 1942 se afirma că mișcarea Bandera asigură acte false nu doar membrilor proprii, dar și altor evrei. Actele false erau livrate, cel mai probabil, de doctorii evrei sau muncitorii calificați care erau folositori mișcării
De îndată ce Bandera a intrat în conflict cu germanii, Armata Insurecțională Ucraineană de sub comanda lui a început să ofere adăpost la numeroși evrei. În rândurile UPA au intrat luptători și medici evrei.

## Moartea
În 15 octombrie 1959, Stepan Bandera s-a prăbușit în timp ce mergea pe  Kreittmayrstrasse  din München și a murit la scurtă vreme după aceasta. Autopsia a stabilit drept cauză a morții otrăvirea cu un produs chimic pe bază de cianură ). Trupul lui Stepan Bandera a fost îngropat, în 30 octombrie 1959, în cimitirul Waldfriedhof din München.
În 17 noiembrie 1961, procurorii germani au anunțat că un agent KGB, Bogdan Stașinski, l-a asasinat pe Bandera, în conformitate cu ordinele lui Nikita Sergheevici Hrușciov. Stașinski a fost acuzat într-un proces care a început pe 8 octombrie 1962. Pe 19 octombrie, agentul KGB a fost condamnat la 8 ani de închisoare. Curtea Federală de Justiție a Germaniei a reconfirmat implicarea serviciilor secrete sovietice în asasinarea lui Bandera.

### Familia
Fratele lui Stepan, Olexandr, (doctor în economiei al Universității din Roma) și fratele Vasil (absolvent al facultății de filozofie a Universității din Lviv) au fost arestați și internați în lagărul de exterminare Auschwitz, unde se afirmă că au fost uciși de prizonierii polonezi, în 1942.
Tatăl lui Stepan, Andrii Bandera, a fost arestat, în mai 1941, pentru că ar fi adăpostit un membru OUN și a fost transferat la Kiev. A fost judecat, condamnat la moarte și executat în 10 mai 1941. Surorile lui Stepan, Oxana și Marta-Maria, au fost arestate de NKVD în 1941 și trimise în Gulagurile Siberiei. Au fost eliberate în 1960, fără a li se permite să se reîntoarcă în Ucraina. Marta-Maria a murit în Siberia, în 1982, dar Oxana s-a reîntors în patrie, în 1989, unde a murit în  2004. O altă soră, Volodimira, a fost condamnată la muncă într-un lagăr sovietic, în perioada 1946 – 1956. Ea s-a reîntors în Ucraina după ispășirea pedepsei, în 1956.
Despre Bogdan, un alt frate al lui Stepan, nu există informații veridice cu privire la soarta sa. Se speculează că ar fi fost omorât de germani, în 1943, sau de sovietici, în 1944, dar membrii familiei nu au nici o informație sigură cu privire la sfârșitul lui.